# Passèrids

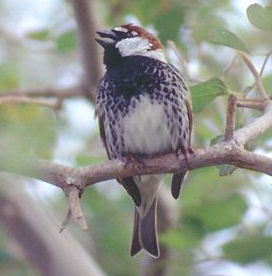
Pardal de passa (Passer hispaniolensis).

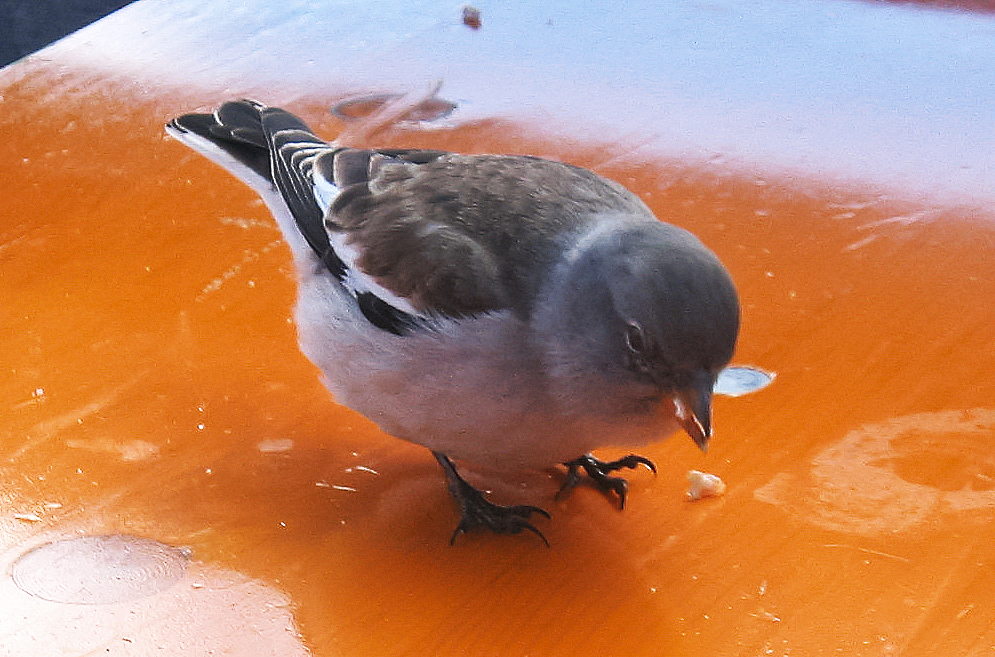
Pardal d'ala blanca (Montifringilla nivalis) fotografiat a les Dolomites.

Els passèrids (Passeridae) són una família d'aus passeriformes que prenen el nom comú de pardals , nom que també porta un dels seus gèneres, Passer. Així mateix, se'ls anomena pardals del Vell Món, per diferenciar-los dels pardals del Nou Món, agrupats a la família Emberizidae L'espècie més coneguda és el pardal comú (Passer domesticus), que està adaptada a l'hàbitat urbà i habita tots els continents , a excepció de l'Antàrtida, en haver estat introduïda per l'ésser humà en la major part d'ells.
En general, els pardals solen ser aus petites, color marró-gris amb cua curta i bec rabassut. Són principalment granívors, encara que també consumeixen insectes. Unes poques espècies s'alimenten al voltant de les ciutats i són capaces de menjar pràcticament qualsevol cosa en petites quantitats.

## Descripció

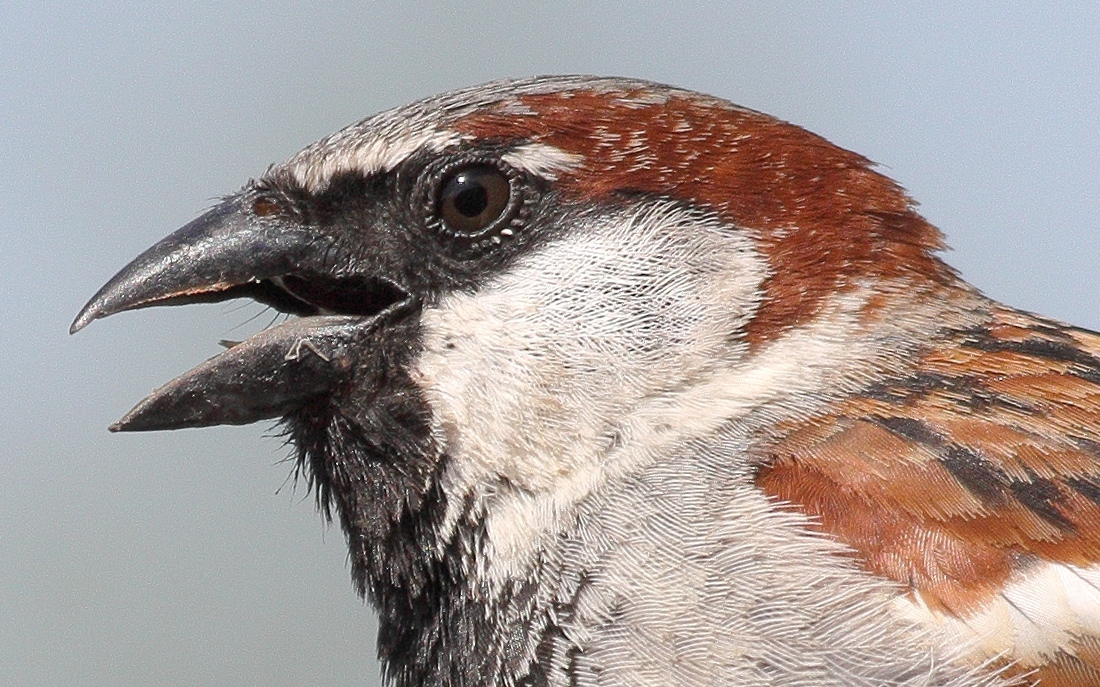
Pardal mascle a Alemanya

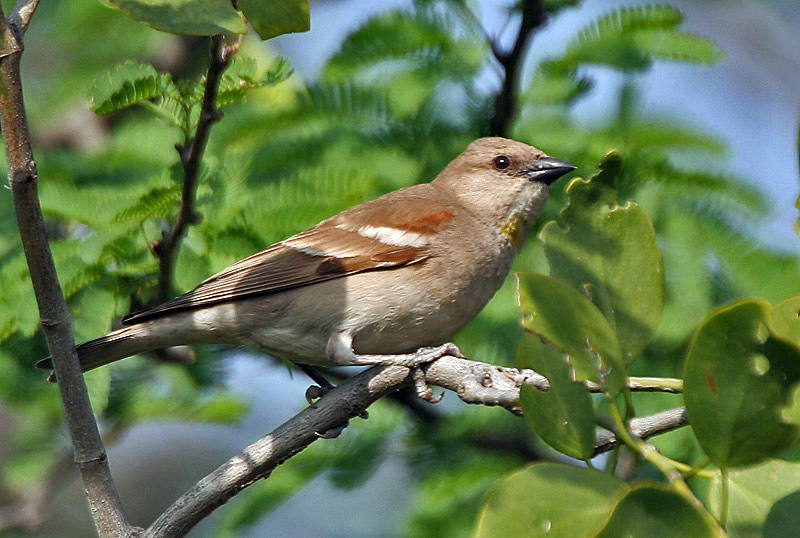
Pardal embridat al Parc Nacional de Keoladeo, Índia

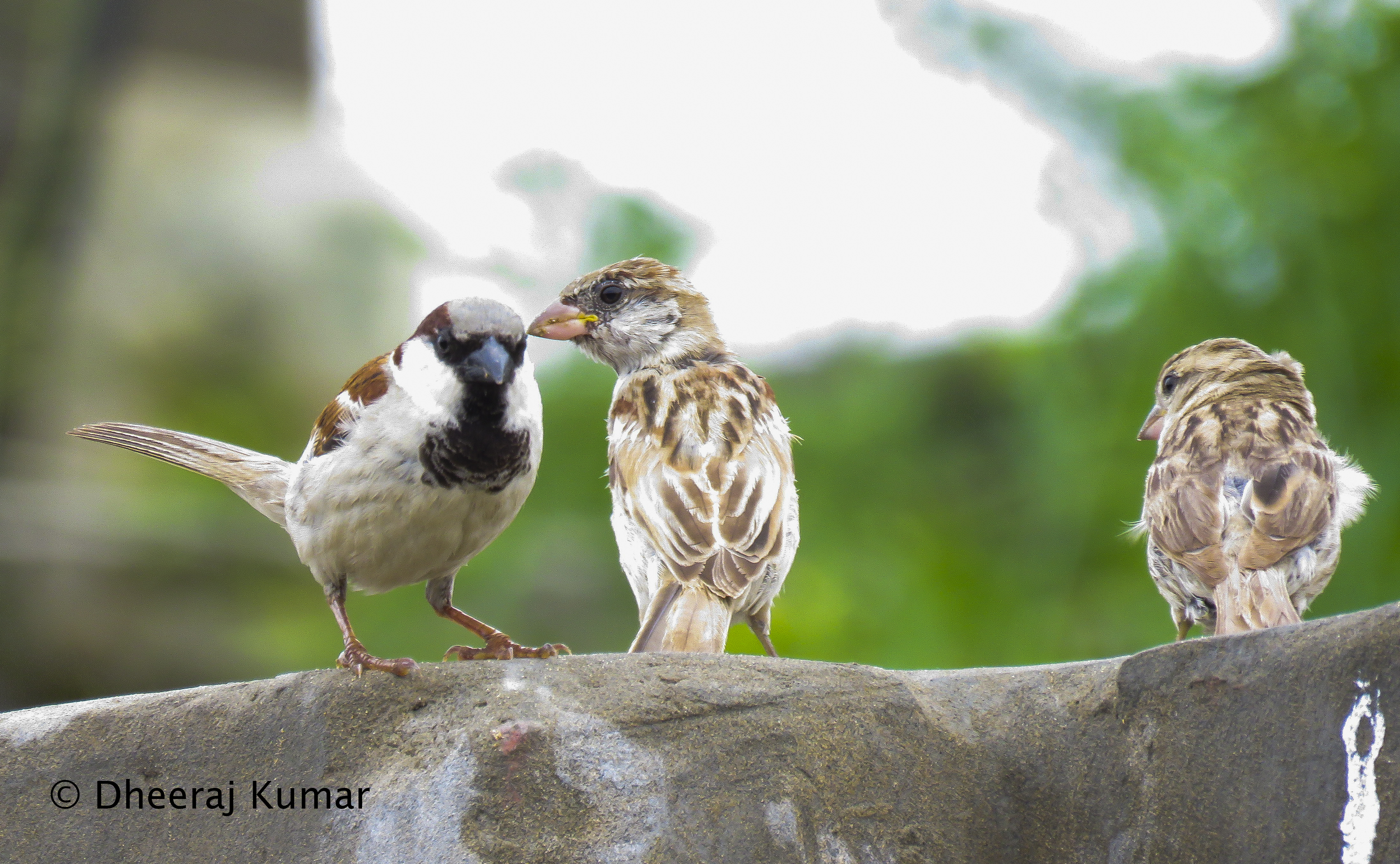
Pardal a Tharparkar, Sindh

Generalment, els pardals del Vell Món són ocells petits, grassonets, marrons i grisos amb cues curtes i becs rabassuts i poderosos. Les diferències entre espècies de pardals poden ser subtils. ] (Passer eminibey), a 11,4 cm i 13,4 g, al pardal becgros (Passer gongonensis), en 18 cm i 42  g. Els pardals són físicament similars a altres aus que s'alimenten de llavors, com els fringíl·lids, però tenen una ploma primària externa dorsal vestigial i un os extra en la llengua. Aquest os, el preglossal, ajuda a endurir la llengua en subjectar les llavors. Altres adaptacions són becs especialitzats i canals alimentaris allargats i especialitzats.

## Taxonomia i sistemàtica

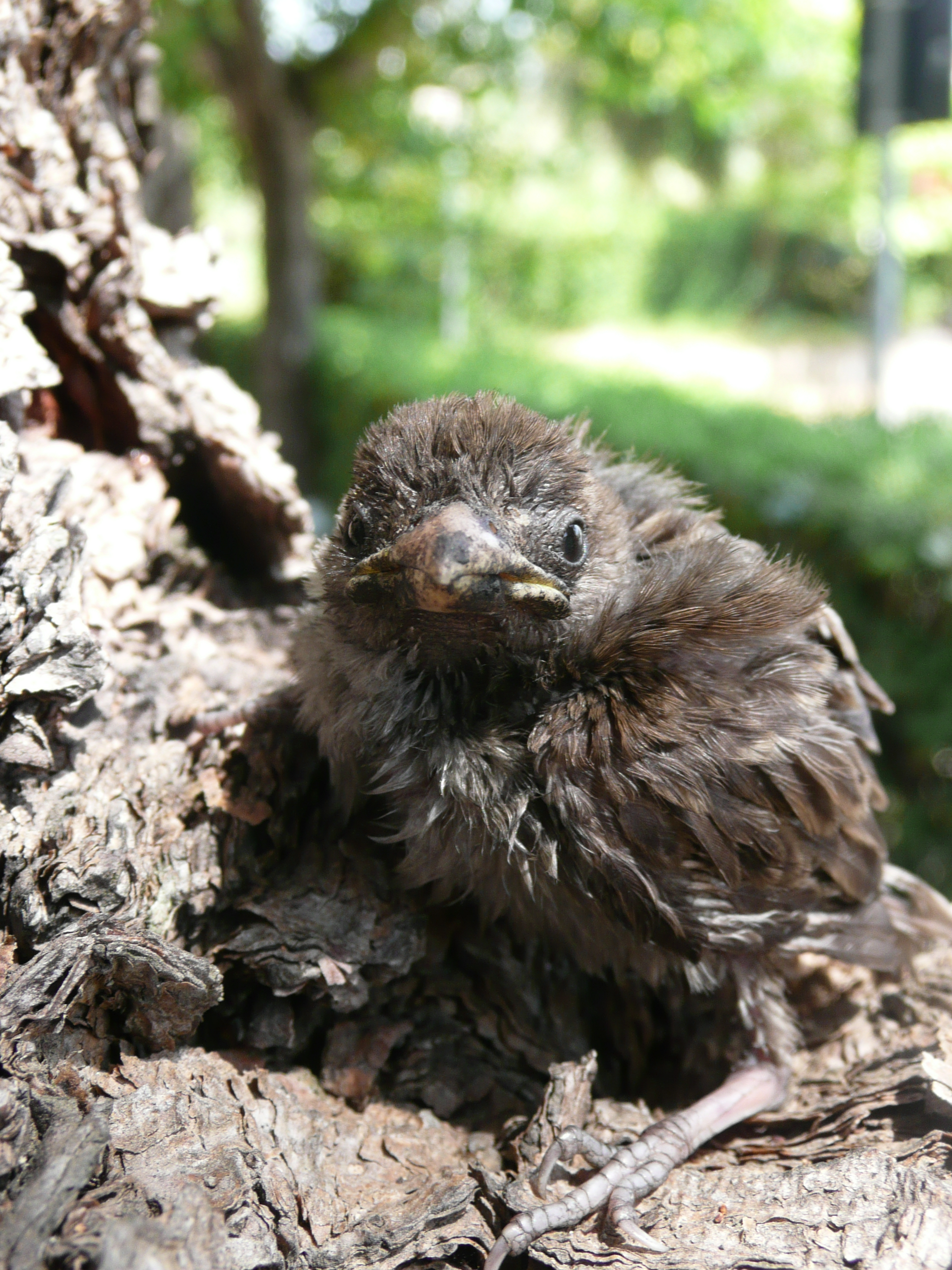
Un pollet de pardal

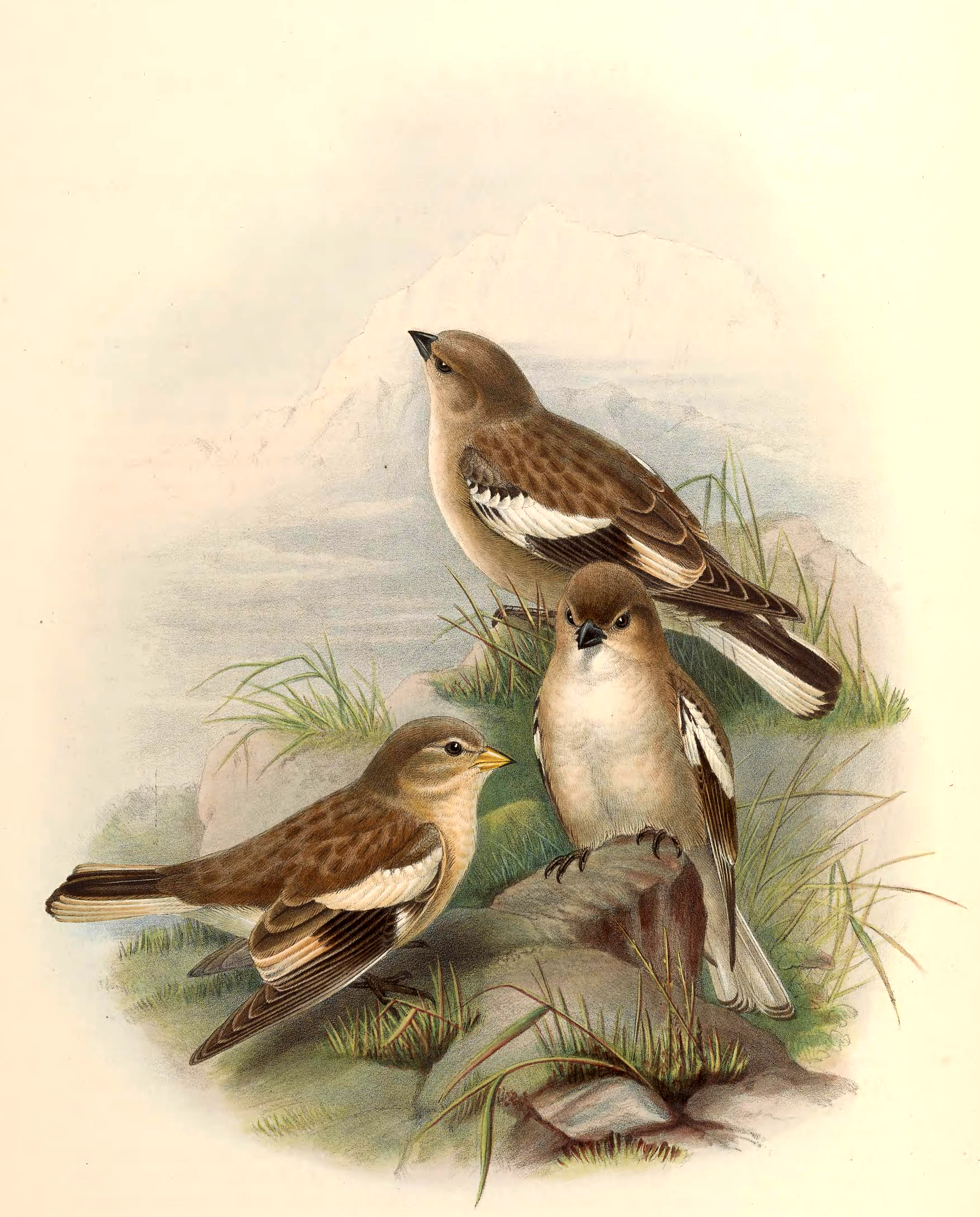
Pintura de pardal d'ales negres

La família Passeridae va ser introduïda (com Passernia) pel polímata francès Constantine Samuel Rafinesque l'any 1815 Segons la classificació utilitzada en el Manual de les aus del món (HBW) les principals agrupacions dels pardals són els pardals veritables (gènere Passer), els Montifringilla nivalis és (típicament un gènere, Montifringilla), i els pardals roquers (Petronia i el pardal de les roques pàl·lid). Aquests grups són similars entre si, i cadascun és força homogeni, especialment Passer. Algunes classificacions també inclouen els pardals teixidors (Plocepasser) i diversos altres gèneres africans (classificats d'una altra manera entre els teixidors, Ploceidae) que són morfològicament similars a Passer. Segons un estudi de proves moleculars i esquelètiques realitzat per Jon Fjeldså i els seus col·legues, el ibón canyella de Filipines, considerat anteriorment com un ull blanc, és un taxó germà dels pardals segons la definició del HBW. Per tant, el classifiquen com una subfamília pròpia dins de Passeridae.

## Comportament i ecologia
Els pardals del Vell Món són en general ocells socials, amb moltes espècies que es reprodueixen en colònies soltes i la majoria d'espècies es troben en ramats durant l'època no reproductiva. El pardal gran és una excepció, criant en parelles solitàries i romanent només en petits grups familiars durant l'època no reproductiva. Formen grans agregacions de descans en les èpoques no reproductores que contenen només una sola espècie (en contrast amb els ramats de diverses espècies que podrien reunir-se per buscar aliment). Els llocs es trien per a la cobertura i inclouen arbres, arbustos gruixuts i canyissars. Els conjunts poden ser bastant grans amb fins a 10.000 pardals domèstics comptats en un mateix dormitori a Egipte.
Els pardals del Vell Món són alguns dels pocs ocells passeriformes que es dediquen al bany de pols. Primer  graten un forat a terra amb els peus, després s'hi estiren i llencen terra o sorra sobre el seu cos amb un toc d'ales. També es banyaran amb aigua, o amb neu seca o que es fon. El bany d'aigua és semblant al bany de pols, amb el pardal parat en aigües poc profundes i fent un cop d'aigua per l'esquena amb les ales, també ficant el cap sota l'aigua. Ambdues activitats són socials, on hi participen fins a un centenar d'ocells alhora, i van seguides d'un empolainat i, de vegades, de cantar en grup.

### Ous
Normalment, el pardal domèstic pon de 3 a 6 ous, però se sap que en pon fins a 1 i fins a 8 ous de color blanc verdós. El període d'incubació sol ser de 10 a 14 dies.

## Relacions amb els humans

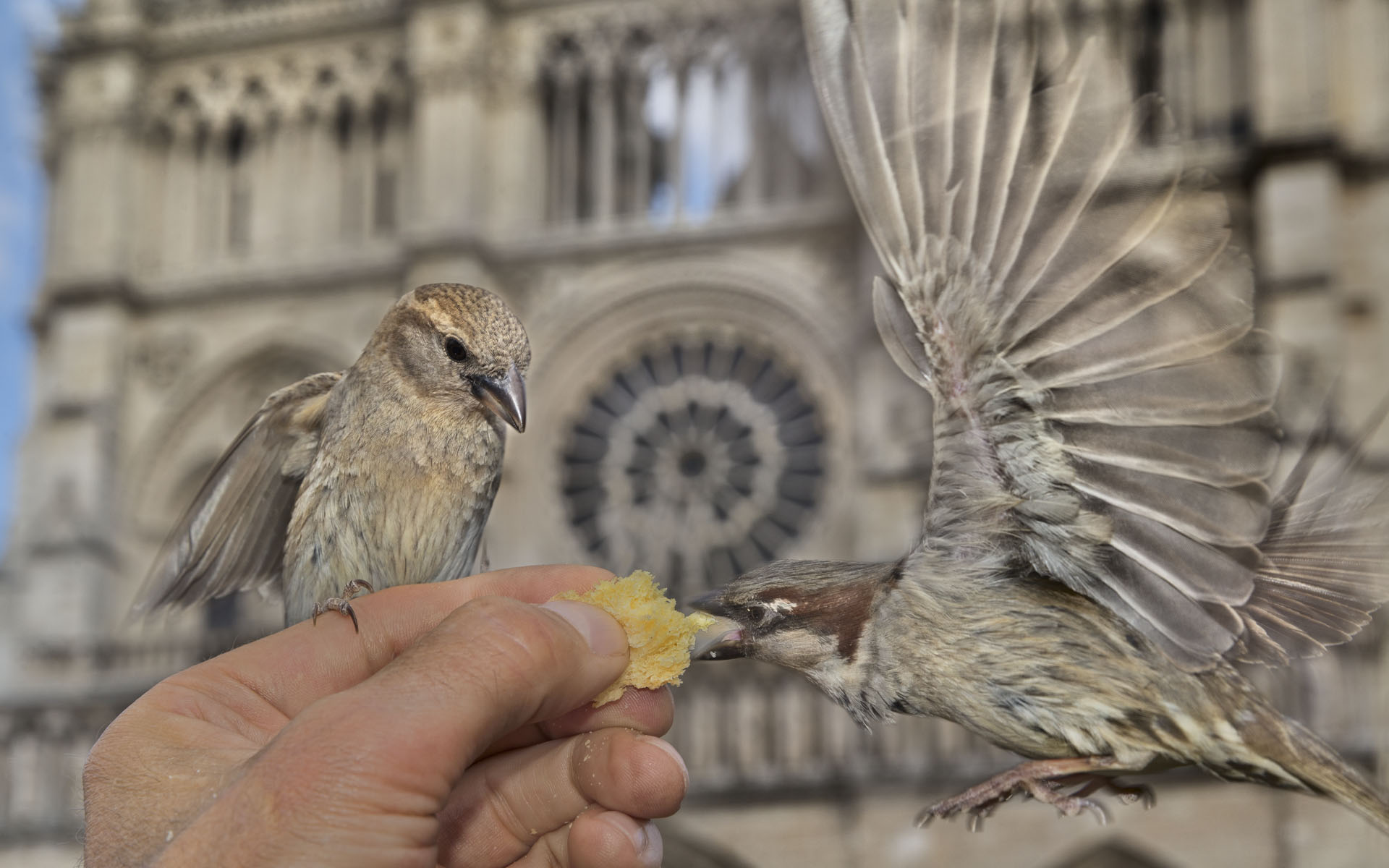
Pardals domèstics sent alimentats amb brioche davant de la Catedral de Notre-Dame a París.

Els pardals del Vell Món poden ser les aus silvestres més familiars de tot el món. Moltes espècies viuen habitualment en zones agrícoles i, per a vàries d'elles, els assentaments humans són el seu hàbitat principal. El pardal moliner i el pardal comú estan especialment especialitzats a viure a prop dels humans i habiten en grans quantitats a les ciutats. Se sap que 17 de les 26 espècies reconegudes pel Handbook of the Birds of the World nien i s'alimenten al voltant d'edificis.
Les espècies que s'alimenten de cereals, sobretot el pardal comú i el pardal daurat del Sudan, poden ser importants plagues agrícoles. També poden ser beneficioses per a l'home, sobretot perquè es mengen les plagues d'insectes. Els intents de control a gran escala no han aconseguit afectar significativament les poblacions, o han anat acompanyats d'importants augments en els atacs d'insectes, probablement com a resultat d'una reducció del nombre, com a la Campanya de les Quatre Pestes a la Xina de la dècada de 1950.
A causa de la seva familiaritat, el pardal comú i altres espècies de la família s'utilitzen amb freqüència per representar el que és comú i vulgar, o el que és lasciu. religiosos d'Europa i Àsia occidental es fa referència a aus que solen descriure's posteriorment com pardals del Vell Món. Aquestes referències no sempre es refereixen específicament als pardals del Vell Món, o fins i tot a petites aus que s'alimenten de llavors, però els escriptors posteriors que es van inspirar en aquests textos sovint tenien al cap el pardal comú i altres membres de la família. En particular, els antics grecs associaven als pardals del Vell Món amb Afrodita, la deessa de l'amor, a causa de la seva luxúria percebuda, una associació de la qual es van fer ressò escriptors posteriors com Chaucer i Shakespeare.
L'ús que fa Jesús dels "pardals" com un exemple de la divina providència a l'Evangeli de Sant Mateu va inspirar referències posteriors, com per exemple l'escena final de l'obra Hamlet de Shakespeare i l'himne religiós "His Eye is on the Sparrow" (en català: "Els ulls estan al pardal").

 Els pardals estan representats molt rarament en l'art egipci antic, però un jeroglífic egipci 
| G37 |

 està basat en el pardal comú. El símbol no posseeix valor fonètic.
Els pardals del Vell Món s'han tingut com a mascotes en molts moments de la història, tot i que la majoria no són especialment vistosos i els seus cants són poc cridaners, ja que els pardals de companyia s'han de criar a mà i es necessita una quantitat considerable d'insectes per alimentar-los. No obstant això, moltes persones aconsegueixen criar a mà cries de pardal òrfenes o abandonades.
Les primeres mencions de pardals com a mascotes procedeixen dels romans. No tots els 'passeri' esmentats, sovint com a mascotes, en la literatura romana eren necessàriament pardals, però alguns relats sobre ells descriuen clarament el seu aspecte i hàbits. La mascota passeri de Lèsbia en els poemes de Catul pot no haver estat un pardal, sinó un tord o una cadernera europea.The Boke of Phyllyp Sparowe de John Skelton és un lament per un pardal domèstic mascota d'una tal Jane Scrope, narrat per Scrope.

## Llista de gèneres
Segons la classificació del Congrés Ornitològic Internacional (versió 11.1, 2021), aquesta família està formada per 8 gèneres amb 43 espècies:
| Imatge | Gènere                         | Espècies |
| ------ | ------------------------------ | --- |
|        | Hypocryptadius                 | - Íbon (Hypocryptadius cinnamomeus) |
|        | Carpospiza                     | - pardal pàl·lid (Carpospiza brachydactyla) |
|        | Petronia                       | - pardal roquer (Petronia petronia) |
|        | Onychostruthus                 | - pardal de Taczanowski (Onychostruthus taczanowskii) |
|        | Montifringilla                 | - Pardal d'Enric (Montifringilla henrici) - Pardal d'ala blanca (Montifringilla nivalis) - Pardal d'Adams (Montifringilla adamsi) |
|        | Pyrgilauda                     | - Pardal de l'Afganistan (Pyrgilauda theresae) - Pardal collrogenc (Pyrgilauda ruficollis) - Pardal del pare David (Pyrgilauda davidiana) - Pardal de Blanford (Pyrgilauda blanfordi) |
|        | Gymnoris                       | - Pardal de taca groga (Gymnoris pyrgita) - Pardal embridat (Gymnoris superciliaris) - Pardal menut (Gymnoris dentata) - Pardal collgroc (Gymnoris xanthocollis) |
|        | Passer, els veritables pardals | - Pardal del Cap (Passer melanurus) - Pardal castany (Passer eminibey) - Pardal del Kordofan (Passer cordofanicus) - Pardal de Shelley (Passer shelleyi) - Pardal de Kenya (Passer rufocinctus) - Pardal gros (Passer motitensis) - Pardal gris (Passer griseus) - Pardal de Swainson (Passer swainsonii) - Pardal suahili (Passer suahelicus) - Pardal becgròs (Passer gongonensis) - Pardal sud-africà (Passer diffusus) - Pardal del Sind (Passer pyrrhonotus) - Pardal rutilant (Passer cinnamomeus) - Pardal xarrec (Passer montanus) - Pardal dels sacsaüls (Passer ammodendri) - Pardal citrí (Passer flaveolus) - Pardal d'Abd al Kuri (Passer hemileucus) - Pardal de Socotra (Passer insularis) - Pardal de passa (Passer hispaniolensis) - Pardal d'Itàlia (Passer italiae) - Pardal comú (Passer domesticus) - Pardal de Somàlia (Passer castanopterus) - Pardal de Cap Verd (Passer iagoensis) - Pardal del desert (Passer simplex) - Pardal de Zarudny (Passer zarudnyi) - Pardal daurat d'Aràbia (Passer euchlorus) - Pardal daurat del Sahel (Passer luteus) - Pardal del mar Mort (Passer moabiticus) |

## Observacions
Són ocells situats en el punt més avançat de l'escala evolutiva i, per tant, tenen un cant molt ben desenvolupat.